# Florno carstvo tropske Azije
Flora tropske Azije, florno carstvo tropske Azije, jednog od devet botaničkih kontinenata prema Svjetskos geografskoj shemi za evidentiranje rasprostranjenosti biljaka (WGSRPD). Jedan je od dva botanička kontinenta Azije. Kod ovog kontinenta je 4 i podijeljen je na 4 potkontinentalne regije.

## Regije
1. 40 Indijski potkontinent: ASS Assam; BAN Bangladeš; EHM istočna Himalaja; IND Indija; LDV Lakadivi; MDV Maldivi; NEP Nepal; PAK Pakistan; SRL Šri Lanka; WHM Zapadna Himalaja
2. 41 Indokina: AND Andamanski otoci, LAO Laos, MYA Mjanmar, NCB Nikobari, SCS Južno kinesko more, THA Tajland, VIE Vijetnam,
3. 42 Malezija: BOR Borneo, CKI Kokosovi otoci, JAW Java, LSI Mali Sundski otoci, MLY Malaja, MOL Molučki otoci, PHI Filipini, SUL Sulawesi, SUM Sumatra, XMS Božićni Otok
4. 43 Papuazija: BIS Bismarckov arhipelag, NWG Nova Gvineja, SOL Salomonski Otoci,